# 马修·罗塞因斯基
马修·罗塞因斯基，OBE（英語：Matthew J. Rosseinsky），美国化学家。

## 经历
他1987年在圣约翰学院获化学学士学位，1990年在牛津大学获博士学位。然后，他做了两年博士后研究，在AT＆T·贝尔实验室工作，在那里他与唐纳德·W·墨菲发现了富勒烯-碱金属的超导性。他于1992年成为牛津大学无机化学实验室讲师，并在1999年成为利物浦大学的无机化学教授。自2008年以来，他是英国皇家学会的研究员。2009年，他被授予德热纳奖。次年，他获得皇家化学会科迪-摩根奖章。2011年获休斯奖章。